# RIM-162 ESSM
Gli RIM-162 Evolved SeaSparrow Missile (ESSM) sono missili antiaerei americani di ultima generazione, l'evoluzione del missile RIM-7 Sea Sparrow.

## Descrizione
Hanno alette ripiegabili, propulsore da 25 cm, non più 20, di diametro, prestazioni potenziate e la possibilità, nonostante il maggiore peso e diametro, di essere messi in 4 per ogni cella verticale capace di ospitare un Sea Sparrow, a causa del fatto che questo ha un'apertura alare di circa 1 metro. Sono un complemento alla difesa delle navi molto potente.